# Marek 3J
Marek 3J a fost un prototip de pistol-mitralieră proiectat în Regatul Unit în al doilea război mondial de Jan Ivo Marek, care și-a testat anterior prototipul 2J în anii 1930. Designul a fost trimis la Board of Ordnance din Londra, dar nu există înregistrări despre testarea sa, deoarece doar puțini au supraviețuit. Brevetele depuse au fost K11 Canada și 11SA China.

## Caracteristici
Marek 3J a fost o armă de foc cu șuruburi deschise, încadrată în carcasa .45 ACP, folosind 19 piese (fără magazie). Arma avea un selector format din 3 părți care era folosit ca siguranță/semi-auto/complet și putea trage 2/3/5/6/12/16/25/32 rafale rotunde. Mânerul pistolului și stocul au fost realizate din tablă ștanțată sudate împreună. Mânerul de armare era pe partea dreaptă a receptorului. Foregrip ar putea fi pliat și folosit ca bipod. Cea mai neobișnuită parte a armei a fost încărcătorul său de mare capacitate, care folosește un rotor spiralat folosind o mișcare de tragere. Revista a folosit și un indicator încorporat: roșu când este plin, alb când este gol. Cargatorul cu 160 de ture cântărea 1,81 kg când era complet încărcat. Butoaiele trebuiau să folosească un „compensator cutts” contrafăcut, însă acesta nu semăna cu unul.

## Variante
- Tip S: Varianta cu un singur butoi 760RPM.
- Tip D: Varianta cu dublu butoi 1572RPM.
- Tip T: Varianta cu trei butoaie 2358RPM.